# پارک ملی شتامئه
پارک ملی شتامئه (به لاتین: Shtamë Pass National Park) یک پارک ملی و منطقه حفاظت‌شده در آلبانی است که در Central Albania واقع شده‌است.